# Имена Бога в Библии

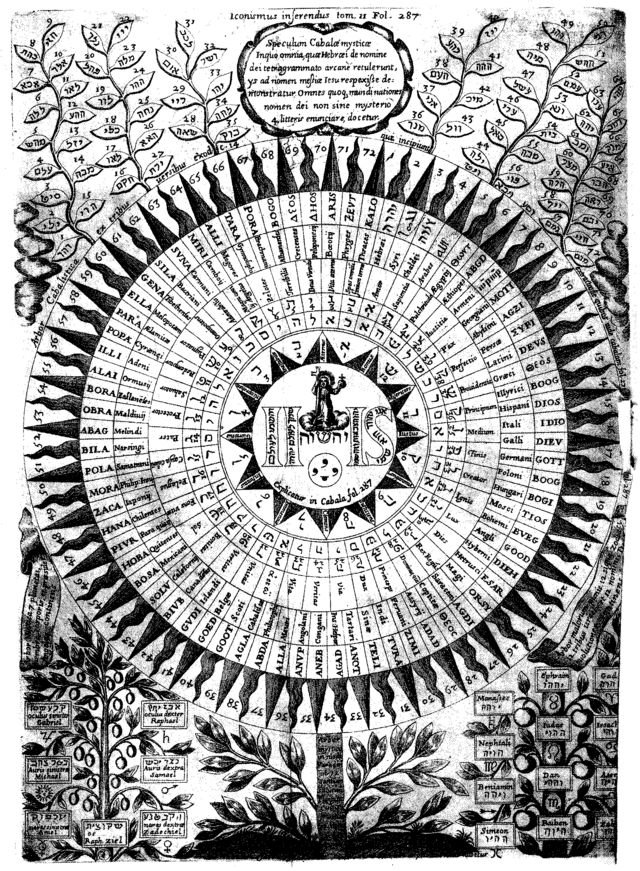
«Диаграмма» имён Бога из книги «Oedipus Aegyptiacus» Афанасия Кирхера (Рим, 1652—1654)

Имена́ Бо́га (теонимы, от др.-греч. Θεός — «Божество, Бог» и ὄνομα — «имя») в монотеизме — имена единого и непознаваемого Бога. Такие имена обычно имеют особый, священный статус. В Библии употребляется ряд имён и эпитетов Бога Отца, Иисуса Христа и Святого Духа.

## Ветхий Завет
В Книге притчей сказано: «Имя Господа — крепкая башня: убегает в неё праведник — и безопасен», что в переводе на современный русский язык означает: «…и защищён» — נשגב‎ — «защищён» (Прит. 18:11). Псалтирь содержит бесчисленные обращения к имени Бога.
В Ветхом Завете имена Бога представляют свойства Его божественной природы и Его божественные атрибуты.
- Яхве[1] (Иегова) — появляется первый раз в Быт. 2:4 (в некоторых переводах заменено словом Господь[1]). ЙХВХ, יהוה — из имён Бога, чаще всего встречается в Библии (6823 раза) так называемый «тетраграмматон», то есть четырёхбуквенное изображение имени Господа; это имя является отличительным личным именем Бога Израиля[1].
- Элохим (однокоренные слова: Эль, Эло́ах, Эло́га[1]) — означает «Бог» (во множественном числе).
- Саваоф — означает «Бог воинств»[2].
- Адонай — означает «Господь»[3].
- Эль-Шаддай — в русском синодальном переводе «Бог Всемогущий». Шадай (или Саддай), корнем его, возможно, является шад (שד‎). В Средние века слово «Шаддай» (שדי‎) стало «расшифровываться» как это аббревиатура, состоящая из начальных букв трёх слов на иврите Шо́мер длато́т Исраэ́ль (שומר דלתות ישראל‎ — «Охраняющий двери Израильские»), поскольку данное имя используется иудеями в мезузе. Согласно же Раши (комментарий к Берейшит 17:1), слово «дай» означает «достаточно», «Эль-Шаддай» — «Бог, которого достаточно». Существуют и другие поздние интерпретации этого слова.
- Эль-Олам — в русском синодальном переводе «Бог Вечный» (Быт. 21:33).
- Эль-Гибор — «Бог Крепкий» (Исх. 9:6—7).
- Эль-Эльон — «Бог Всевышний».
- Ветхий днями (Атик Йомин) — образ Бога из книги Даниила.
- Шем ха-Мефораш[4] (שם המפורש‎) — фраза, означающая «72-буквенное имя Бога». Считается увеличенным тетраграмматоном[5].

Иногда к имени Бога прибавляется уточняющее определение (эпитет), выделяющее одно Его качество, характерное для проявления в общении с конкретным человеком или для места, на котором Он действовал.
- YHWH-Póu — «Яхве (Иегова) — Пастырь мой» (Пс. 22:1)
- YHWH-Шало́м — «Яхве (Иегова) — Мир» (Суд. 6:24)
- YHWH-Рóфеха — «Яхве (Иегова) — Целитель твой» (Исх. 15:26)
- YHWH-Ци́дкену — «Яхве (Иегова) — Оправдание наше» (Иер. 23:6)
- YHWH-Ша́ма — «Яхве (Иегова) — там» (Иез. 48:35)
- YHWH-Ни́си — «Яхве (Иегова) — Знамя моё» (Исх. 17:15)
- YHWH-Мкáдишхем — «Яхве (Иегова) — Освящающий вас» (Лев. 20:8)

В Ветхом Завете Бог Сам открывает Себя Моисею как «אֶהְיֶה אֲשֶׁר אֶהְיֶה» — «Я есмь Сущий» (лат. Ego sum qui sum, греч. ἐγώ εἰμι; Исх. 3:14). Наряду же с другими именами-эпитетами Бога, Ветхий Завет признаёт как «имя собственное» — Яхве (יְהוָה‬), «священная тетраграмма». Следует понимать условность термина «имя собственное» в данном случае, поскольку ни одно имя не может выразить сущности Бога в полной мере, лишь указывая на Его качества. Имя Бога Самим Богом было запрещено произносить напрасно (Исх. 20:7).
При чтении Святого Писания иудеи заменяли непроизносимое имя Яхве словом Господь (אדני‬, Адона́й).
Поэтому 4-буквенное имя Бога יְהוָה‬ (Яхве) в Септуагинте переведено как Господь (Κύριος), а в Вульгате — лат. Dóminus. Произношение тетраграмматона с 1518 года часто транслитерировалось некоторыми европейскими переводчиками искажённо, как Иегова).
Бог открывается в Ветхом Завете под именами, которые условно можно разделить на 3 группы:
- Основная группа — «Бог»: Эль, Эло́ах/Эло́га или Эло́ги́м (Быт. 1:1); «Сущий»: Яхве (Иегова) (Быт. 2:2; Исх. 34:6), «Владыка»: Адон или Адона́й (Быт. 15:2)
- Вторая группа — составные с Эль (Бог): Бог Всемогущий — Эль Шаддай (Быт. 17:1), Бог Всевышний — Эль Эльон (Быт. 14:18), Бог Вечный — Эль Олам (Быт. 21:33), Бог Крепкий — Эль Гибор (Исх. 9:6—7)
- Третья группа — составные с Яхве (Иегова), Сущий (в русском переводе — Господь): Господь Бог — Яхве (Иегова) Элохим (Быт. 2:4, Исх. 34:6); Владыка Господь — Адонай Яхве (Иегова) (Быт. 15:2); Господь Саваоф (то есть «воинств») — Яхве (Иегова) Цеваоф (1 Цар. 1:3)

## Новый Завет
Бог послал Своего Cына Иисуса Христа для выполнения определённой миссии, Иисус пришёл, чтобы соединить в Себе человека с Богом, дав тем самым спасение человечеству.
Имя Иисус Христос состоит из двух частей:
- Иисус
- Христос (греческая форма еврейского Маши́ах, Мессия)

В то время имя Иисус было распространённым еврейским мужским именем. Потому люди не всегда называли Иисуса только по имени, а говорили, например, Иисус-назарянин (Мк. 1:24; Лк. 4:34) или Иисус Назорей (Мк. 10:47; Деян. 2:22).
В Библии и христианских конфессиях употребляются также следующие эпитеты Иисуса Христа: Агнец Божий (жертва за грехи мира), Предвечное Слово, Жених, Премудрость Божия, Солнце правды, Воздаятель (Рим. 12:19).
Сам же Иисус, согласно Библии, характеризовал себя так:
Я есть путь, истина и жизнь.(Ин. 14:6)
А также:
- Сын Человеческий (Мф. 8:20),
- Сын Божий (Ин. 10:36),
- Господь (Ин. 13:14),
- Учитель (раввин, Мф. 23:8), наставник (Мф. 23:10),
- Хлеб живый (Ин. 6:51),
- Свет миру (Ин. 8:12),
- Дверь (Ин. 10:9),
- Пастырь добрый (Ин. 10:11),
- Воскресение и жизнь (Ин. 11:25),
- Истинная виноградная лоза (Ин. 15:1),
- Господин субботы (Мф. 12:8),
- Судья (Ин. 5:22),
- Альфа и Омега, начало и конец (Откр. 1:8), Первый и Последний (Откр. 1:10),
- Вседержитель (Откр. 1:8).

В других приведённых фрагментах Иисус называет себя «Я есмь» (евр. — Яхве) — Ин. 8:24, 28, 58. В Ин. 18:6 такое самоназвание повергает в ужас иудейскую стражу.
Со стороны других лиц в Синодальном переводе Нового Завета Иисус именуется чаще всего Господом (Мф. 8:2; Ин. 20:28), Сыном Божиим (Мф. 14:33), учителем (Мф. 8:19), Судьёй живых и мёртвых (Деян. 10:42), и, кроме того, следующими наименованиями:
- Бог (Ин. 20:28),
- Слово (Ин. 1:1, Ин. 1:14),
- Христос (Мк. 8:29),
- Агнец Божий (Ин. 1:29)[7]
- Спаситель мира (Ин. 4:42)
- Сын Давидов (Мф. 9:27), сын Авраамов (Мф. 1:1),
- Царь Иудейский (Мф. 27:29) и Царь Израилев (Мк. 15:32),
- Господь господствующих и Царь царей (Откр. 17:14),
- Краеугольный камень (Еф. 2:20),
- Божия сила и Божья премудрость (1Кор. 1:24),
- Великий Первосвященник (Евр. 4:14),
- Священник по чину Мелхиседека (Евр. 7:17),
- галилеянин (Мф. 26:69),
- назарянин (Мк. 1:24), назорей (Лк. 18:37),
- плотник (Мк. 6:3),
- Святый, Истинный, имеющий ключ Давидов (Откр. 3:7),
- Господь с неба (1Кор. 15:47).

## Список имён Бога Отца, Бога Сына и Бога Духа Святого

### Имена Бога Отца
- יהוה (Яхве)
- Элохим
- Адонай
- Альфа и Омега
- Господь Саваоф
- Эль-Шаддай
- Эль-Эльйон
- Эль-Гиббор (Бог — Крепкий)
- Отец
- Творец
- Эль-Олам (Бог — Вечный)
- Эль-Кана (Бог — Ревнивый)
- Яхве-Рои (Яхве — Пастырь мой)
- Яхве-Ирэ (Яхве усмотрит)
- Яхве-Шалом (Яхве — Мир)
- Яхве-Рофэха (Яхве — Целитель твой)
- Яхве-Цидкейну (Яхве — Праведность наша)
- Яхве-Шамма (Яхве там)
- Яхве-Нисси (Яхве — Знамя моё)
- Яхве-Мекаддишхем (Яхве — Освящающий вас)

### Имена и эпитеты Бога Сына
- Иисус Христос
- Агнец Божий[8]
- Аминь[9]
- Бог истинный[10]
- Воскресение и жизнь[11]
- Господь[12]
- Друг[13]
- Еммануил[14]
- Жизнь вечная[10]
- Звезда утренняя[15]
- Испытующий сердца и внутренности[16]
- Истинная виноградная лоза[17]
- Краеугольный камень[18]
- Лев от колена Иудина[19]
- Мессия[20]
- Назорей[21]
- Отрасль[22]
- Пастырь добрый[23]
- Первый и Последний[24]
- Последний Адам[25]
- Путь и истина и жизнь[26]
- Свет Миру[27]
- Слово[28]
- Солнце правды (в тропаре Рождества Христова)
- Сын Бога Живого[29]
- Сын Божий[30]
- Сын Давидов[31]
- Сын Человеческий[32]
- Хлеб жизни[33]
- Хлеб, сшедший с небес[34]
- Царь Иудейский[35]
- Я есмь[36] (греч. «Эго эйми», парафраз еврейского «Я есмь Сущий»), тождественно ему в греческом тексте Это Я (Ин. 18:5,6)

### Имена Бога Духа Святого
- Руах-Адонай — Дух Господень[37][38][39][40][41][42][43][44][45][46][47]
- Руах-Элохим — Дух Божий[48]
- Утешитель[49]
- Дух истины[50]
- Дух премудрости и разума[51]
- Дух совета и крепости[51]

## Христианские традиции
Многие христиане признают ипостаси Святой Троицы:
- Бог Отец
- Бог Сын
- Бог Святой Дух

Имя Яхве относится ко всем ипостасям Святой Троицы. Христианские гимны и молитвы содержат прославление имени Бога, в частности, во время богослужений. Например, православная 2-я светильничная молитва утрени содержит следующие слова: «Яко благословися и прославися всечестное и великолепое имя Твоё, Отца и Сына и Святаго Духа, ныне и присно и во веки веков». Непрестанному повторению Иисусовой молитвы служат чётки, распространённые среди монахов и ревностных мирян.
третья заповедь гласит:
Не произноси имени Господа, Бога твоего, напрасно, ибо Господь не оставит без наказания того, кто произносит имя Его напрасно.(Исх. 20:7)

## Традиции в иудаизме
В настоящее время в талмудическом иудаизме используется написание «Б-г», «Г-сподь» в связи с тем, что иудеи избегают написания и произнесения имени Бога, так как считается, что и в печатном виде даже в переводах на другие языки (Б-г, G-d) оно обладает святостью, а следовательно, может подвергнуться оскорблению при уничтожении печатного либо рукописного материала. Язык при этом не важен, так как святость имени при этом не уменьшается и на любом языке иудеи должны писать имя Бога через дефис (имеются в виду языки, в которых поддерживается такое написание).